# The JoJoLands
The JOJOLands (яп. ザ・ジョジョランズ, Дза・Джьоджьорандзу) — дев'ята частина франшизи манґи Химерні пригоди ДжоДжо авторства Хірохіко Аракі. Манґа почала публікуватися Shueisha у журналі Ultra Jump з 17 лютого 2023 року. Основна дія манґи відбувається на Гаваях у 2020-х роках. Головний герой — Джодіо Джостар, підліток-ґанґстер, який має намір розбагатіти.

## Сюжет
Дія манґи відбувається в альтернативному всесвіті JoJo's Bizarre Adventure, тобто є сиквелом Steel Ball Run та JoJolion. Джодіо Джостар разом зі своєю сім'єю живе на острові Оаху, в Гаваях і хоче розбагатіти. Меріл Мей Ці, директор середньої школи, яку відвідують Джодіо, його брат Драґона Джостар і однокласник-клептоман Пако Лабурантес, втягує героїв у злочинну діяльність. На цей раз новим завданням для героїв є викрадення дорогоцінного каменю у одного прибулого японця.

## Персонажі
- Джодіо Джостар (яп. ジョディオ・ジョースター, ДжьоДіо Джьōсутā) — головний герой історії. Він — далекий нащадок Джонні Джостара, головного героя зі Steel Ball Run. 15-річний злочинець, який живе зі своєю родиною на острові Оаху, в Гаваях. У бандитському угрупуванні він виконує роль хлопчика на побігеньках, займаючись продажем наркотиків. Його стенд — November Rain, здатний викликати краплі дощу з нищівною силою.
- Драґона Джостар (яп. ドラゴナ・ジョースター, Дораґона Джьōсутā) — молодий гангстер, який носить жіночий одяг і працює в модному бутіку «Айко Айко». Володіє стендом Smooth Operators. Старший брат Джодіо Джостара. Його стенд — Smooth Operators, складається з міні-роботів, здатних переміщати предмети без додаткової шкоди, наприклад змінювати положення органів. У них близькі стосунки з братом, вони працюють разом, щоб заробити гроші та захистити свою матір. Джодіо готовий допомогти Драгону у складній ситуації, за що той йому безмежно вдячний.
- Пако Лабурантес (яп. パコ・ラブランテス, Пако Рабурантесу) — 19-річний однокласник Джодіо та член злочинного угруповання. Пако — родом із неблагополучної родини, батько відкусив йому частину вуха. Сам Пако є клептоманом та постійно краде. Його стенд — The Hustle, дозволяє Пако хапати предмети одними м'язами без використання кисті та пальців.
- Усаґі Алохаое (яп. ウサギ・アロハオエ, Усаґі Арохаое) — 17-річний однокласник Джодіо, який бере участь у викраденні діаманта на прохання Меріл Мей Ці. Використовуючи свій стенд The Matte Kudasai, він може перетворити існуючий об'єкт на такий, яким його хоче бачити хтось інший, виключаючи свої власні бажання.
- Меріл Мей Ці (яп. メリル・メイ・チー, Меріру Мей Чії) — директорка школи Джодіо та власниця модного бутіка, яка також є босом Джодіо та його однокласників. Вона доручає їм викрасти діамант у невідомого тоді японського туриста, який приїхав на острови.
- Барбара Ен Джостар (яп. バーバラ・アン・ジョースター, Барубара Ен Джьōсутā) — мати Джодіо та Драґони Джостар. Завдяки підтримці її дітей, всі поважають її та допомагають їй, коли це необхідно.
- Рохан Кішібе (яп. 岸辺 露伴, Кішібе Рохан) — успішний японський художник манґи, який приїхав на Гаваї на 15-денну відпустку. Джодіо та його однокласники отримують завдання викрасти діамант з його вілли. Так само, як і оригінальний герой у частині «Diamond Is Unbreakable» і «Thus Spoke Kishibe Rohan», він володіє стандом Heaven's Door, який дозволяє йому тимчасово перетворювати живих істот на книги, які він може вільно читати або записувати в них команди.

## Створення та вихід
Створенням та ілюстрацією манґи займався Хірохіко Аракі. Вперше про роботу над манґою він оголосив у серпні 2021 року після завершення манґи JoJolion — попередньої частини JoJo's Bizarre Adventure. The JoJoLands — альтернативна версія манґи Golden Wind, що випускалася з 1995 по 1999 роки, як і інші частини, чиє основне місце дії відбувається в альтернативному всесвіті JoJo's Bizarre Adventure, зокрема Steel Ball Run відсилає до Phantom Blood, а JoJolion — до Diamond Is Unbreakable. Як і в Golden Wind, головним героєм стає член бандитського угруповання. Тим не менш, якщо Джорно Джованна був бандитом із золотим серцем, то Джодіо — це антигерой, байдужий до несправедливості і готовий йти на аморальні вчинки. Це яскраво виділяє його на тлі інших героїв сімейства Джостарів. Вихід першого розділу відбувся 17 лютого 2023 року в сейнен-журналі Ultra Jump.